# Upplands runinskrifter 816
Upplands runinskrifter 816 är ett försvunnet vikingatida runstensfragment som funnits i Bälsunda, Hjälsta socken och Enköpings kommun. U 816 har varit försvunnen länge, möjligen sedan 1600-talet.

## Inskriften
Translitterering av runraden:
[kula lit rita sta... ...]
Normalisering till runsvenska:
Gulla let retta stæ[in] ...
Översättning till nusvenska:
Gulla lät resa sten ...